# Bezirk Mühlhausen
Der Bezirk Mühlhausen (tschechisch Okresní hejtmanství Milevsko) war ein Politischer Bezirk im Königreich Böhmen. Der Bezirk umfasste Gebiete im Übergangsgebiet zwischen Süd- und Mittelböhmen im heutigen Jihočeský kraj (Okres Písek bzw. Okres Tábor). Sitz der Bezirkshauptmannschaft war die Stadt Mühlhausen (Milevsko). Das Gebiet gehörte seit 1918 zur neu gegründeten Tschechoslowakei und ist seit 1993 Teil Tschechiens.

## Geschichte
Die modernen, politischen Bezirke der Habsburgermonarchie wurden 1868 im Zuge der Trennung der politischen von der judikativen Verwaltung geschaffen.
Der Bezirk Mühlhausen wurde 1868 aus den Gerichtsbezirken Bechin (tschechisch soudní okres Bechyně) und Mühlhausen (Milevsko) gebildet.
Im Bezirk Mühlhausen lebten 1869 40.064 Personen, wobei der Bezirk ein Gebiet von 10,3 Quadratmeilen und 80 Gemeinden umfasste.
1900 beherbergte der Bezirk 37.869 Menschen, die auf einer Fläche von 608,8 km² bzw. in 90 Gemeinden lebten.
Der Bezirk Mühlhausen umfasste 1910 eine Fläche von 608,86 km² und beherbergte eine Bevölkerung von 37.694 Personen. Von den Einwohnern hatten 1910 37.694 Tschechisch und 52 Deutsch als Umgangssprache angegeben. Weiters lebten im Bezirk 15 Anderssprachige oder Staatsfremde. Zum Bezirk gehörten zwei Gerichtsbezirke mit insgesamt 91 Gemeinden bzw. 101 Katastralgemeinden.